# Лота
Ло́та (исп. Lota) — город и морской порт в Чили. Административный центр одноимённой коммуны. Население — 48 975 человек (2002). Город и коммуна входит в состав провинции Консепсьон и области Био-Био.
Территория коммуны — 135,8 км². Численность населения — 48 710 жителей (2007). Плотность населения — 358,69 чел./км².

## Расположение
Город расположен в 30 км южнее административного центра области — города Консепсьон.
Коммуна граничит:
- на севере — с коммуной Коронель;
- на востоке — с коммуной Санта-Хуана;
- на юге — с коммуной Арауко.

На западе коммуна выходит к берегу Тихого океана.

## История
Первое испанское поселение на этом месте, Санта-Мария-де-Гуадалупе, было основано губернатором Анхелем де Передо 12 октября 1662 года, но оно просуществовало недолго, пав жертвой Арауканской войны. Появление современного города связано с угледобывающей промышленностью, которая начала развиваться в этом районе в XIX веке. Первые разрабатываемые пласты c запасами угля были просты в разработке, так как они лежали почти на уровне земли. Добыча угля началась после прибытия пароходов в порт Талькауано. Эти пароходы, пришедшие преимущественно из Англии, первоначально покупали уголь очень дёшево. Промышленник Матиас Коусиньо начал добычу полезных ископаемых в Лоте в 1852 году. Угледобыча превратила Лоту из малонаселенной пограничной зоны в середине XIX века в крупный промышленный центр, привлекавший в XX веке мигрантов со всего Чили.
Лота официально была основана в качестве посёлка 5 января 1875 и получила статус города 30 ноября 1881 года. Название Лота предположительно происходит от слова из языка мапуче, означающее небольшой участок земли.
В 1960 году шахтёры и их семьи начали всеобщую забастовку, требуя повышения заработной платы. Когда протестующие маршировали по Консепсьону, произошло землетрясение, положившее среди прочего конец и забастовке. На протяжении большей части XX века город был оплотом идей просоветского коммунизма. Угольные шахты города были национализированы в 1971 году Сальвадором Альенде, и шахтёры приветствовали этот шаг. Когда Альенде был свергнут и установилась военная диктатура, политические партии и могущественные синдикаты в Лоте были запрещены. Люди, активно участвовавшие в этих организациях, подвергались преследованиям, а в некоторых случаях были убиты военными. Большая часть местной прессы была задавлена, поскольку она имела связи либо с профсоюзами, либо с политическими партиями.
В конце 20-го века угольная промышленность Лоты начала бороться за рынки сбыта, поскольку плавильные печи, судоходная отрасль и железнодорожный транспорт (все они были важными потребителями угля) перешли на другие источники энергии. Еще в 1920-е годы существовали опасения по поводу уязвимости местной экономики, зависящей от угля. Одной из проблем угольной промышленности Лоты была трудность  в механизации, поскольку угольные пласты были тонкими по своей природе и сдвинуты множеством геологических разломов. Затраты на добычу также увеличивались по мере того, как деревянные шахтные опоры становились всё дороже, легкодоступные угольные пласты истощались, а добычу приходилось вести ниже морского дна. Шахты были закрыты в 1990-х годах после того, как спрос на уголь Лоты сократился, а на рынок поступил более дешёвый колумбийский уголь, что ввергло жителей Лоты в бедность. Конец угледобыче наступил в 1997 году, когда «Empresa Nacional del Carbón» закрыла шахты в Лоте и продала промышленное оборудование. Впоследствии шахты были затоплены.
Туризм, лесное хозяйство, кустарное рыболовство и мелкое предпринимательство заменили горнодобывающую промышленность в качестве источников занятости, но пожилым шахтерам было трудно адаптироваться. Несмотря на упадок угольной промышленности, сообщество Лоты продолжает отождествлять себя с ней. По сравнению с 1960-ми и 1970-ми годами город был сильно деполитизирован.

## Спорт
В городе базируется футбольный клуб «Лота Швагер», постоянно выступавший в чилийской Примере в 1970-х годах.

## Демография
Согласно сведениям, собранным в ходе переписи Национальным институтом статистики, население коммуны составляет 48 710 человек, из которых 23 864 мужчины и 24 846 женщин.
Население коммуны составляет 2,46 % от общей численности населения области Био-Био. 0,23 % относится к сельскому населению и 99,77 % — городское население.

## Известные уроженцы
- Лильо, Бальдомеро (1867—1923) — чилийский писатель.
- Самуэль Лильо (1870—1958) — чилийский поэт и прозаик. Лауреат Национальной премии Чили в области литературы (1947).